# Guacimara
Guacimara foi uma mulher guanche, filha do rei ou de Mencey de Menceyato de Anaga, à chegada dos conquistadores europeus no final do século XV.
Aparece pela primeira vez como personagem no poema épico Antiguidades de las Islas Afortunadas de Antônio de Viana, publicado em 1604, do qual posteriormente copiaram autores como Tomás Arias Marín de Cubas ou José de Viera y Clavijo, de modo que sua existência histórica não está confirmada.
Guacimara era filha de Beneharo de Anaga e seu único herdeiro, embora o médico Juan Bethencourt Alfonso tenha acrescentado que tinha dois outros irmãos: um menino, batizado Enrique e Guajara, esposa de Tinguaro.